# Пукаль
Пукаль  (тат. Пүкәл) — деревня в Сабинском районе Республики Татарстан России. Входит в состав Изминского сельского поселения.

## География
Деревня располагается на правом притоке р. Мёша, в 15 км к северу от пгт Богатые Сабы.